# Pere Codina i Vilà
Pere Codina i Vilà   (Barcelona, 1826 - Barcelona, 4 d'agost de 1858) fou un filòsof català, deixeble de Ramon Martí i d'Eixalà i company de claustre a la Facultat de Filosofia de la Universitat de Barcelona de Francesc Xavier Llorens i Barba, a qui estava destinat a succeir. Guanyà la càtedra de Psicologia, Ideologia i Lògica de l'Institut de Barcelona (1847), i posteriorment fou el seu ajudant a la càtedra de Filosofia i la seva història a la Universitat de Barcelona. Obtingué el títol de batxillerat en filosofia l'any 1849, la llicenciatura en literatura el 1851 i la de jurisprudència el 1858. En l'estudi d'aquesta darrera llicenciatura, durant el curs 1851-1852, preparà privadament, amb Martí i Pradell, la Geografia astronòmica, la Física i la Política, i amb Francesc Xavier Llorens, amb qui mantingué una estreta relació, la Literatura grega.
El 1853 traduí al castellà A System of Logic..., de John Stuart Mill. Influït, per Ramon Martí d'Eixalà, evolucionà cap al psicologisme escocès, com reflecteixen les Lecciones de psicología y lógica, que impartí el curs 1856-57 i que els seus deixebles publicaren el 1857. Fou membre de la Reial Acadèmia de Bones Lletres (1852).
Codina pronuncià el discurs titulat “Observaciones sobre el sentimiento de lo bello” el 17 de maig de 1857, on relacionava la percepció de la bellesa amb la configuració personal forjada durant la infància a través de la llengua i de les característiques de cada país, que en el seu cas i en el dels seus oients no eren precisament la llengua i la cultura castellanes: «La cuna en que fue mecida nuestra niñez, los cantos y tiernas narraciones que deleitaron nuestra imaginación infantil, la lengua en que aprendimos a expresar nuestros primeros pensamientos y los más expontáneos deseos de nuestra vida, estos y otros plácidos objetos se reunen en un concepto, en la idea del país natal: bajo el influjo de esta se conmueve dulcemente nuestro ánimo y se desarrolla en nuestro corazón una aspiración de amor para el objeto de nuestro pensamiento.» La Reial Acadèmia de Bones Lletres funcionà durant aquells anys centrals del segle com un complement i ampliació dels cursos universitaris on es retrobaven professors i alumnes.
Segons els apunts al marge del mecanoscrit de la conferència de Pere Font i Puig “Filósofos académicos de la Real de Buenas Letras de Barcelona” (publicada al Butlletí de la RABLLB, XXV, 1953.2), que no aparegueren publicats al text imprès, «Codina y Vilá. Antes había sido profesor de Filosofía en Rímini y en Bolonia. Las obras de texto muestran su saber y sus dotes didácticas. Convencido del valor y alcance de la introspección, y, aparte de su oposición a Kant y al krausismo, profesa, dentro del espiritualismo, un eclecticismo que se extiende al escolasticismo, a Bacon, a Descartes, a Malebranche, Gallupi y Rosmini» .És la primera notícia que es té del periple exterior de Codina. Sembla que era una dada transmesa oralment entre els professors de la facultat de Filosofia.
Mor el 4 d'agost de 1858 a Barcelona a l'edat de 32 anys.

## Obra
- Lecciones de Psicología y Lógica explicadas por el doctor Codina en el año académico de 1856 a 1857. Barcelona: Viuda de Pla, 1858.
- Noticia de los acuerdos y trabajos literarios de la Academia de Buenas Letras de Barcelona durante el último año. Barcelona: Joaquín Verdaguer, 1857. 8 p.
- Observaciones sobre el sentimiento de lo bello. Manuscrit. Barcelona, Archivo Real Academia de Buenas Letras de Barcelona.
- STUART MILL, J. Sistema de lógica demostrativa e inductiva o exposición comparada de los principios de evidencia y de los métodos de investigación científica. Traducción de la edición inglesa por Pedro Codina y Vila. Madrid: M. Rivadeneyra, 1853, tomo 1, XVI.